# 李继纯
李继纯（1953年—），黑龙江巴彦人，汉族，中华人民共和国政治人物、第十一届全国人民代表大会黑龙江地区代表。
毕业于黑龙江八一农垦大学财会专业，是中共党员。2001年，担任黑龙江省财政厅厅长。2008年起担任全国人大代表。2010年1月后任，黑龙江省政协副主席。